# Acalolepta sobria
Acalolepta sobria är en skalbaggsart som först beskrevs av Francis Polkinghorne Pascoe 1858.  Acalolepta sobria ingår i släktet Acalolepta och familjen långhorningar.
Artens utbredningsområde är Sulawesi. Inga underarter finns listade i Catalogue of Life.